# Richtlinie 2003/88/EG über bestimmte Aspekte der Arbeitszeitgestaltung
Die Richtlinie 2003/88/EG über bestimmte Aspekte der Arbeitszeitgestaltung ist eine Richtlinie der europäischen Gemeinschaft, die die Arbeitszeitgestaltung innerhalb des Europäischen Wirtschaftsraumes regelt.
Die Arbeitszeitrichtlinie ist wie alle europäischen Richtlinien an die Mitgliedstaaten gerichtet und muss daher von den einzelnen Mitgliedstaaten in nationales Recht umgesetzt werden.
Ihr gingen die Richtlinien 93/104/EG und 2000/34/EG voran.

## Inhalt der Richtlinie
Kapitel 1 (Artikel 1 und 2) legt Gegenstand, Anwendungsbereich und Begriffsbestimmungen fest.
Kapitel 2 (Artikel 3 bis 7) regelt tägliche und wöchentliche Mindestruhezeiten, den
Mindestjahresurlaub, Ruhepausen und wöchentliche Höchstarbeitszeit:
- Artikel 6 legt fest, dass „die wöchentliche Arbeitszeit durch innerstaatliche Rechts- und Verwaltungsvorschriften oder in Tarifverträgen oder Vereinbarungen zwischen den Sozialpartnern festgelegt wird“ und dass „die durchschnittliche Arbeitszeit pro Siebentageszeitraum 48 Stunden einschließlich der Überstunden nicht überschreitet“.
- Artikel 7 legt fest, dass der Arbeitnehmer mindestens einen vierwöchigen Jahresurlaub erhält und dass dieser außer bei Beendigung des Arbeitsverhältnisses nicht durch eine finanzielle Vergütung ersetzt werden darf.

Kapitel 3 (Artikel 8 bis 13) regelt Aspekte der Nacht-, der Schichtarbeit und des Arbeitsrhythmus.
Kapitel 4 (Artikel 14 bis 16) enthält Bestimmungen über spezifischere oder günstigere Vorschriften und Bezugszeiträume, Kapitel 5 (Artikel 17 bis 22) regelt unter anderem Ausnahmen, Abweichungen und Übergangsbestimmungen und Kapitel 6 (Artikel 23 bis 29) enthält Schlussbestimmungen.

## Besonderheiten in der Anwendung
Laut Abschlussbericht der von KPMG durchgeführten Studie zur Entwicklung von attraktiven und konkurrenzfähigen Dienstzeit- und Dienstzeitausgleichsmodellen für Soldatinnen und Soldaten vom Juni 2013 praktizierte die Bundeswehr gemäß Entscheidung des damaligen deutschen Staatssekretärs Peter Wichert eine pauschale Ausnahmeregelung von der EU-Arbeitszeitrichtlinie. In der Studie wird jedoch hervorgehoben, dass man nach eingehender Analyse zum Schluss gelangt sei, dass diese EU-Arbeitszeitrichtlinie „auf Soldaten grundsätzlich und unmittelbar anwendbar ist“; lediglich der Einsatz, u. U. einschließlich der Anreise und Abreise zum Einsatzort, sei vom Anwendungsbereich der Richtlinie ausgenommen. Sondersituationen wie militärische Übungen oder Seefahrten könnten durch Sonderregelungen gelöst werden. Die Ergebnisse der KPMG-Studie wurden erst unter Bundesverteidigungsministerin Ursula von der Leyen öffentlich bekannt.
Für das Vereinigte Königreich galt die Richtlinie vor dem Brexit ebenfalls, jedoch gab es im Bereich der maximalen Wochenarbeitszeit eine opt-out-Regelung. Ein Arbeitnehmer konnte unter bestimmten Voraussetzungen mit seiner Zustimmung demnach auch mehr als 48 Stunden pro Woche arbeiten.

## Bestrebungen zur Änderung der Richtlinie
Der Europäische Gerichtshof (EuGH) erteilte mehrere Urteile zur Auslegung der Arbeitszeitrichtlinie (siehe hierzu z. B. Europäische Rahmenbedingungen zum Bereitschaftsdienst), welche sich auf die nationale Umsetzung der Richtlinie auswirkten. Mehrfach wurden seitdem Änderungsvorschläge eingebracht.
Am 9. Juni 2008 einigte sich der Ministerrat der 27 EU-Mitgliedstaaten auf eine Änderung, die in Kraft treten sollte, sofern das europäische Parlament zustimmt. Dem Entwurf zufolge sollten Überschreitungen einer durchschnittlichen wöchentlichen Arbeitszeit von 48 Stunden die Ausnahme sein, sollten aber bei Festschreibung im nationalen Recht oder durch Tarifverträge möglich sein, wobei die Mitgliedstaaten einen wirksamen Schutz für die Sicherheit und Gesundheit der Beschäftigten gewährleisten müssten. Dem Entwurf zufolge sollte ferner zwischen aktiven und inaktiven Phasen der Bereitschaftszeit unterschieden werden: Artikel 2a des Entwurfs besagte: „Der inaktive Teil der Bereitschaftszeit wird nicht als Arbeitszeit betrachtet, es sei denn nationales Recht oder (…) Tarifrecht regeln dies anders“. Des Weiteren sollte das individuelle Opt-out, dem zufolge eine Arbeitszeit über 48 Wochenstunden nach individueller Vereinbarung möglich ist, beibehalten werden. Das diesbezüglich für die Berechnung der mittleren Arbeitszeit relevante Zeitintervall sollte auf zwölf Monate ausgeweitet werden. Die Einigung über die Änderung der Arbeitszeitrichtlinie war Teil eines Gesamtpakets, zu dem auch ein Entwurf über eine Neufassung der Leiharbeitsrichtlinie gehörte.
Das Europäische Parlament sprach sich am 17. Dezember 2008 mit absoluter Mehrheit für die Abänderung des Entwurfs des Ministerrates aus. Es musste somit zu einem Vermittlungsverfahren zwischen Parlament und Rat kommen. Nach dem Willen des Parlaments sollte in der EU die wöchentliche Höchstarbeitszeit im Jahresdurchschnitt 48 Stunden betragen. Ausnahmen von dieser Regel sollten innerhalb von drei Jahren auslaufen. Der gesamte Bereitschaftsdienst, einschließlich der inaktiven Zeit, sollte nach Ansicht der Abgeordneten als Arbeitszeit angesehen werden.
Im April 2009 endeten die Verhandlungen im Vermittlungsausschuss ergebnislos; die Reform der Arbeitszeitrichtlinie gilt seitdem als gescheitert.
Europäische Richtlinien haben nur mittelbar, über eine Umsetzung in nationales Recht, eine Wirkung auf die Rechtslage in den Mitgliedstaaten. Dem Deutschen Gewerkschaftsbund (DGB) zufolge bereite die neue EU-Richtlinie den Weg für die schlechtere Bezahlung von Arbeitnehmern mit Bereitschaftsdiensten. Das deutsche Bundesarbeitsministerium hatte erklärt, es gebe nun „überschaubaren Änderungsbedarf“, und der Bundesarbeitsminister hatte angekündigt, auch im Fall einer Änderung der Richtlinie die hohen Standards des deutschen Arbeitszeitgesetzes nicht zu ändern. Bundesgesundheitsministerin Ulla Schmidt hatte erklärt, für deutsche Ärzte und andere Beschäftigte ändere sich unmittelbar nichts.